# 4366 Venikagan
4366 Venikagan este un asteroid din centura principală, descoperit pe 24 decembrie 1979 de Liudmila Juravliova.